# Vladislav Guerasimenko
Vladislav Alexeyevich Guerasimenko –en ruso, Владислав Алексеевич Герасименко– (26 de abril de 2001) es un deportista ruso que compite en natación, especialista en el estilo braza. Ganó cuatro medallas en los Juegos Olímpicos de la Juventud de 2018 (tres de oro y una de plata), cinco medallas en el Campeonato Mundial Junior de Natación, en los años 2017 y 2019, y siete medallas en el Campeonato Europeo Junior de Natación, en los años 2018 y 2019. Compitió en el Campeonato Europeo de Natación en Piscina Corta de 2021, ubicándose en el puesto 16 en las eliminatorias preliminares de los 50 metros estilo braza.

## Carrera

### 2017
A los 16 años de edad Guerasimenko compitió en el Festival Olímpico Europeo de Verano de la Juventud de 2017 en Győr, Hungría. En julio, Gerasimenko ganó la medalla de oro en los 100 metros estio braza con un tiempo de 1:02.20 minutos, quedando en sexto puesto en los 200 metros braza con un tiempo de 2:19.29 minutos. Ganó medallas de oro como parte del relevo combinado de 4 × 100 metros y el relevo mixto de 4 × 100 metros nadando la etapa de braza de los relevos en la final. En el Campeonato Mundial Juvenil de Natación de 2017 celebrado en el Natatorio de la Universidad de Indiana en Indianápolis, Estados Unidos, ocupó el quinto lugar en los 50 metros braza con un tiempo de 27,82 min, el decimotercer lugar en los 100 metros braza con un tiempo de 1:02,14 min, ganó la medalla de oro en el relevo combinado de 4 × 100 metros por su contribución de relevos preliminares nadando la etapa de braza en 1:01.51 min, y ganó una medalla de bronce como parte del relevo mixto de 4 × 100 metros contribuyendo con un tiempo de 1:01.77 min para la etapa de braza en las preliminares.